# Ganon
 (avril 2024).
La mise en forme du texte ne suit pas les recommandations de Wikipédia : il faut le « wikifier ».
Les points d'amélioration suivants sont les cas les plus fréquents. Le détail des points à revoir est peut-être précisé sur la page de discussion.
- Les titres sont pré-formatés par le logiciel. Ils ne sont ni en capitales, ni en gras.
- Le texte ne doit pas être écrit en capitales (les noms de famille non plus), ni en gras, ni en italique, ni en « petit »…
- Le gras n'est utilisé que pour surligner le titre de l'article dans l'introduction, une seule fois.
- L'italique est rarement utilisé : mots en langue étrangère, titres d'œuvres, noms de bateaux, etc.
- Les citations ne sont pas en italique mais en corps de texte normal. Elles sont entourées par des guillemets français : « et ».
- Les listes à puces sont à éviter, des paragraphes rédigés étant largement préférés. Les tableaux sont à réserver à la présentation de données structurées (résultats, etc.).
- Les appels de note de bas de page (petits chiffres en exposant, introduits par l'outil «  Source ») sont à placer entre la fin de phrase et le point final[comme ça].
- Les liens internes (vers d'autres articles de Wikipédia) sont à choisir avec parcimonie. Créez des liens vers des articles approfondissant le sujet. Les termes génériques sans rapport avec le sujet sont à éviter, ainsi que les répétitions de liens vers un même terme.
- Les liens externes sont à placer uniquement dans une section « Liens externes », à la fin de l'article. Ces liens sont à choisir avec parcimonie suivant les règles définies. Si un lien sert de source à l'article, son insertion dans le texte est à faire par les notes de bas de page.
- La présentation des références doit suivre les conventions bibliographiques. Il est recommandé d'utiliser les modèles {{Ouvrage}}, {{Chapitre}}, {{Article}}, {{Lien web}} et/ou {{Bibliographie}}. Le mode d'édition visuel peut mettre en forme automatiquement les références.
- Insérer une infobox (cadre d'informations à droite) n'est pas obligatoire pour parachever la mise en page.

Pour une aide détaillée, merci de consulter Aide:Wikification.
Si vous pensez que ces points ont été résolus, vous pouvez retirer ce bandeau et améliorer la mise en forme d'un autre article.
Ganon (ガノン, Ganon) est un personnage de jeu vidéo créé par la firme japonaise Nintendo. Il est l'antagoniste principal de la série de jeu vidéo The Legend of Zelda. 
Il est également appelé Ganondorf (ガノンドロフ, Ganondorofu) sous sa forme humanoïde. 

## Biographie fictive

### Origines
Il est né dans la vallée de Gerudo,.

### Roi des voleurs
Il a été nommé roi parmi son peuple, mais dès le tout début, il était un être malveillant, quelqu’un qui rasait les villages et les dévastait. Il est rapidement devenu connu comme le roi des voleurs.
Après avoir gagné la confiance du roi d’Hyrule et être devenu son conseiller, il a trahi le roi et bouleversé la famille royale, envoyant une princesse adolescente Zelda se cacher.
La Triforce du Pouvoir a permis à Ganondorf de prendre brièvement le contrôle d’Hyrule, mais en échange, son apparence a été déformée en celle d’une bête laide et porcine. Cette incarnation serait connue sous le nom de Ganon, le Roi du Mal.
Ganon a finalement été vaincu par Link, le héros du temps, et la princesse Zelda qui travaille avec lui.

## Création

### The Legend of Zelda
Le personnage apparaît dans le jeu-vidéo The Legend of Zelda.

### A Link to the Past
Il apparait dans le jeu-vidéo A Link to the Past.

### Ocarina of Time
Ganon est apparu en 1998 dans le jeu Ocarina of Time.

### The Wind Waker
Il apparait dans le jeu-vidéo The Wind Waker.

### Twilight Princess
Il apparait dans le jeu-vidéo Twilight Princess.

### Skyward Sword
Le jeu-vidéo Skyward Sword est celui qui développe le plus le personnage.

### Breath of the Wild
Dans le jeu-vidéo Breath of the Wild, Ganon est une force malveillante de la nature, qui a anéanti tout Hyrule et ses terres environnantes.

### Hyrule Historia
Originellement, la série The Legend of Zelda n'était pas planifiée comme une histoire suivie. La chronologie officielle, écrite à l'occasion du 25e anniversaire de la série et contenue dans le guide Hyrule Historia, contient donc beaucoup de contradictions[source secondaire souhaitée].

### Tears of the Kingdom
Nindendo a annoncé en 2023 que Ganon serait de retour dans Tears of the Kingdom.
| 1986 | The Legend of Zelda             |
| 1987 | The Adventure of Link.          |
| 1988 |                                 |
| 1989 |                                 |
| 1990 |                                 |
| 1991 | A Link to the Past              |
| 1992 |                                 |
| 1993 | Link's Awakening                |
| 1994 |                                 |
| 1995 |                                 |
| 1996 |                                 |
| 1997 |                                 |
| 1998 | Ocarina of Time                 |
| 1998 | Link's Awakening DX             |
| 1999 |                                 |
| 2000 | Majora's Mask                   |
| 2001 | Oracle of Seasons               |
| 2001 | Oracle of Ages                  |
| 2002 | Four Swords                     |
| 2002 | Ocarina of Time / Master Quest  |
| 2003 | The Wind Waker                  |
| 2003 | Collector's Edition             |
| 2004 | The Minish Cap                  |
| 2004 | Four Swords Adventures          |
| 2005 |                                 |
| 2006 | Twilight Princess               |
| 2007 | Phantom Hourglass               |
| 2008 |                                 |
| 2009 | Spirit Tracks                   |
| 2010 |                                 |
| 2011 | Skyward Sword                   |
| 2011 | Ocarina of Time 3D              |
| 2011 | Four Swords Anniversary Edition |
| 2012 |                                 |
| 2013 | A Link Between Worlds           |
| 2013 | The Wind Waker HD               |
| 2014 |                                 |
| 2015 | Tri Force Heroes                |
| 2015 | Majora's Mask 3D                |
| 2016 | Twilight Princess HD            |
| 2017 | Breath of the Wild              |
| 2018 |                                 |
| 2019 | Link's Awakening                |
| 2020 |                                 |
| 2021 | Skyward Sword HD                |
| 2022 |                                 |
| 2023 | Tears of the Kingdom            |
| 2024 | Echoes of Wisdom                |

- Série principale
- Remake, remaster
- Compilation
- À venir